# Matti Mattsson
Matti Mattsson (født 5. oktober 1993) er en finsk svømmer, der har specialiseret sig i brystsvømning. 
Han repræsenterede sit land under sommer-OL 2012 i London, hvor han røg ud i de indledende runder på 200 meter bryst.
Han vandt bronzemedalje ved sommer-OL 2020 i 200 meter bryst for mænd.